# Čelovnik
Čelovnik este o localitate din comuna Sevnica, Slovenia, cu o populație de 16 locuitori.